# Kobi Shabtai
Yaakov Shabtai, dit Kobi Shabtai, né le 11 novembre 1964 à Ashkelon, est un officier israélien. Après un long service dans la police aux frontières israélienne, il est nommé inspecteur général de la police israélienne en janvier 2021 ; il quitte ses fonctions en juillet 2024.

## Biographie
Yaakov Shabtai appartient à une famille juive originaire d'Irak. Il s’engage dès son adolescence dans la garde civile d'Israël, devenant le plus jeune chef d’unité de la police israélienne. Conscrit en 1982, il commence par se spécialiser dans la mécanique automobile mais intègre en 1983 le bataillon 202 des para-commandos. Libéré du service permanent en 1987, il s'engage en 1991 dans la police aux frontières israélienne, y fondant et dirigeant l'unité de mistarabim qui opère à Gaza.
Il devient inspecteur général de la Police d'Israël en juillet 2021, dirigeant la totalité de cette organisation. À ce poste, il entretient des relations houleuses avec le ministre de la Sécurité nationale Itamar Ben-Gvir, connu pour ses positions d'extrême droite radicales. Il accuse notamment ce dernier d'avoir alimenté les tensions entre Juifs et Arabes durant la crise israélo-palestinienne de 2021.

Dix jours après l'attaque du Hamas d'octobre 2023, en pleine offensive israélienne sur Gaza, il publie une vidéo sur le compte Twitter en arabe de la police dans laquelle il menace les Arabes israéliens :
« Quiconque souhaite être un citoyen israélien, ahlan wa sahlan (bienvenue, en arabe) ; quiconque exprime sa solidarité avec les Gazaouis, je le mettrai dans un bus et l’y [à Gaza] conduirai moi-même. »
Kobi Shabtai quitte ses fonctions le 17 juillet 2024, et est remplacé par Avshalom Peled, choisi par Ben-Gvir et suscitant des réserves. Lors de son discours de remerciements, il dénonce la politisation en cours de la police et réaffirme la nécessité, selon lui, de la tenir à l'écart du jeu politique.